# Geoffrey Pole
Geoffrey Pole de Lordington, Sussex (c. 1501 ou 1502 - novembre 1558) est un chevalier anglais qui soutient l'Église catholique en Angleterre et au pays de Galles lorsque Henri VIII d'Angleterre établit l'Église d'Angleterre avec lui-même comme chef.

## Jeunesse
Il est le quatrième fils du chevalier Richard Pole (mort avant 1505), et de son épouse Margaret Pole, 8e comtesse de Salisbury, et le frère cadet de Henry Pole (1er baron Montagu) et du cardinal Reginald Pole. Il est l'un des chevaliers faits par Henry VIII à York Place en 1529,. Peu de temps après, ou avant le 9 juillet 1528, il épouse Constance Pakenham, l'aînée des deux filles d'Edmund Pakenham, gentilhomme huissier de Catherine d'Aragon, décédée en 1528 et par qui il devient propriétaire des manoirs de Eastcourt et Lordington à Racton dans le Sussex de l'Ouest. À partir de 1531, son nom se retrouve dans des commissions de toutes sortes, comme juge de paix du Hampshire et du Sussex, et député de Wilton à partir de 1529.
Comme le reste de sa famille, il réprouve beaucoup la procédure de divorce d'Henri VIII avec Catherine d'Aragon. En 1532, lorsque le roi se rend à Calais avec Anne Boleyn pour rencontrer François Ier de France, il traverse la mer déguisé et se tient invisible dans les appartements de son frère, Henry Pole, 1er baron Montagu, qui est passé avec le roi, s'enfuyant la nuit pour recueillir des nouvelles. Montagu le renvoie en Angleterre pour informer la reine Catherine qu'Henri n'a pas réussi à persuader François d'accepter son projet de mariage avec Anne Boleyn.
L'année suivante, cependant, son nom apparaît inscrit, non de sa propre volonté, parmi les chevaliers nommés « pour être des serviteurs » lors du couronnement d'Anne Boleyn le 1er juin 1533. Il est payé 40 £ pour ce service. Une semaine après, le jeudi 5 juin, il dîne avec la fille d'Henry, Mary . Quand Anne Boleyn est reine, il rend fréquemment visite à l'ambassadeur impérial espagnol, Eustache Chappuis, pour lui assurer que l'empereur trouverait le cœur du peuple anglais avec lui s'il envahissait l'Angleterre pour réparer le tort fait à l'ancienne reine, Catherine d'Aragon. Il ajoute qu'il désire lui-même se rendre chez l'empereur en Espagne, mais Chapuys l'en dissuade sagement . Geoffrey est également dans la confiance de l'ambassadeur de France et de l'évêque de Londres, John Stokesley. Comme le dit TF Mayer, « En bref, Geoffrey avait une position beaucoup plus élevée dans l'opposition à la politique d'Henri VIII que sa mère ou son frère, Henry Pole, Lord Montagu » .

## Pèlerinage de Grâce et emprisonnement
En 1536, lors de la suppression des petits monastères, il achète l'abbaye de Dureford dans le Sussex, près de Lordington. A la fin de cette année-là, on dit qu'il commande une compagnie, sous les ordres du duc de Norfolk, contre les rebelles du nord à Doncaster ; mais ses sympathies sont vraiment pour les rebelles, et il est déterminé d'avance à ne pas agir contre eux. Norfolk, cependant, est conscient que les insurgés sont trop forts pour être attaqués, et Geoffrey n'a aucune occasion d'abandonner l'étendard royal. Une lettre de Lord De la Warr, peut-être égarée dans le « Calendrier » en octobre 1536, raconte qu'il a provoqué une émeute par une entrée forcée dans Slindon Park, qu'il a ensuite reçu l'ordre de quitter immédiatement au nom du roi . En octobre 1537, il se présente à la cour et le roi refuse de le voir. Une lettre de lui au lord chancelier, datée à Lordington, le 5 avril, dans laquelle il espère un retour de la faveur du roi, a probablement été écrite en 1538, bien que placée parmi les papiers de l'État de 1537 . Le 29 août 1538, il est arrêté et envoyé à la Tour de Londres .
Il s'agit d'un coup porté à toute sa famille, que le roi entend depuis longtemps écraser en raison de l'opposition à sa politique de son frère, Reginald, le cardinal. Pendant près de deux mois, Geoffrey reste en prison ; le 26 octobre, une série d'interrogatoires lui sont administrés, d'abord sur les mots laissés par lui-même dans une conversation privée, lorsqu'il a discuté d'une politique religieuse anglaise avec son frère Henry, puis sur des lettres et des messages que lui, sa mère ou d'autres de sa famille ont reçu. Une grande partie des témoignages qu'il fournit contribuent à condamner à la fois son frère et sa mère à l'échafaud, principalement en raison de leur loyauté envers la princesse Mary et l'église catholique . Le 4 décembre 1538, il plaide coupable à son procès pour trahison puis tente à deux reprises de se suicider. Il est gracié le 4 janvier 1539, mais l'expérience semble avoir conduit à un effondrement mental ,.

## Exil
Après l'exécution de sa mère, de nombreuses terres de la famille sont saisies par la couronne, mais certaines sont rendues à Geoffrey en 1544. En 1548, il fuit l'Angleterre et se rend à Rome, auprès de son frère, le cardinal Reginald Pole, disant qu'il est indigne d'être appelé son frère pour avoir causé la mort d'un autre frère. Le cardinal Pole l'amène au pape pour l'absolution et l'envoie ensuite en Flandre chez l'évêque de Liège, lui accordant une allocation de quarante écus par mois. Là, il vit principalement jusqu'à la fin du règne d'Édouard VI. Sa femme et sa famille, cependant, sont toujours à Lordington, et il a un fort désir de retourner en Angleterre. En 1550, il rend visite à John Mason à Poissy, lors d'un voyage à Rouen. En 1552, son fils Arthur est libéré de prison et sert le duc de Northumberland. Geoffrey écrit au duc, demandant un sauf-conduit à la maison. Malgré ces efforts, il est exclu de la grâce générale accordée à la fin du parlement en 1552. Après l'accession de la reine Mary en 1553, il retourne en Angleterre.

## Mort et descendance
Il meurt en 1558, quelques jours avant Reginald Pole, et est enterré à l'église Stoughton. Il est assisté dans sa dernière maladie par le Père Peter de Soto. Sa veuve Constance, qui fait son testament le 1er ou le 2 août 1570 et meurt après le 12 août 1570, désire être enterrée à ses côtés. Il a cinq fils (le fils aîné Arthur) et six filles, dont deux sont mariées, et une religieuse de l'abbaye de Syon. L'une des filles mariées est la mère de John Fortescue, dont la fille Elizabeth Fortescue (décédée le 16 avril 1652) épouse John Beaumont, 1er baronnet :
- Arthur Pole de Lordington, Sussex (1531 – pari. janvier 1570 et 12 août 1570).
- Thomas Pole de Lordington, Sussex, et de West Stoke, Sussex (entre 1532 et 1540 - entre le 12 août 1570 et le 2 novembre 1570), marié à Mary, décédée vers mars 1576, veuve de John Lewes, qui s'est ensuite marié en troisièmes noces à Francis Coton, sans descendance[16].
- Edmund Pole de Lordington, Sussex, et de West Stoke, Sussex (?) (1541 - après le 12 août 1570), qui est emprisonné avec son frère Arthur avant le 12 août 1570 dans la Tour de Londres, après avoir conspiré avec lui pour faire avancer ses prétentions ou celles Marie, reine d'Écosse, au trône d'Angleterre[17].
- Geoffrey Pole de Lordington, Sussex, et de West Stoke, Sussex (1546 - avant le 9 mars 1590/1591), fait ses études au Winchester College, Winchester, Hampshire, emprisonné avec ses frères dans la Tour de Londres en 1570 mais libéré, marié avant 1573 à Catherine Dutton, et meurt après 1608, et a neuf enfants, dont[18] :
  - Henry Pole
  - Arthur Pole de Lordington, Sussex, et de West Stoke, Sussex (vers 1575 - assassiné, Rome, 23 juin 1605), qui fait ses études au Palais Farnèse, à Rome, Italie, avec le fils d'Alexandre Farnèse, duc de Parme, et devient seigneur du manoir de Walderton, Sussex, et membre de la maison du cardinal Odoardo Farnese, célibataire et sans descendance ; mort à Rome.
  - Geoffrey Pole de Lordington, Sussex, et de West Stoke, Sussex (vers 1577 - assassiné, Rome, avant le 7 janvier 1619), qui fait ses études aux séminaires, à Douai, France, et au Collège anglais, à Rome, Italie, célibataire et sans descendance[19].
- Henri Pole
- Catherine Pole, décédée jeune.
- Catherine Pole, qui épouse Anthony Fortescue.
- Elizabeth Pole, qui épouse William Neville.
- Mary Pole, qui épouse William Cowfeld.
- Margaret Pole, qui épouse Walter Windsor.
- Ann Pole, qui épouse Thomas Hildersham et a au moins un fils, Arthur, né le 6 octobre 1553 à Stetchworth. Après la mort de Hildersham, Anne se remarie avec un homme nommé Ward [18].